# Samzelius
Samzelius är en svensk släkt från Samsala i Hallsbergs socken.

## Personer med efternamnet Samzelius
- Abraham Samzelius
- Jonas L:son Samzelius
- Hugo Samzelius
- Maj Samzelius
- Per Samzelius
- Hjalmar Samzelius
- Maja Samzelius